# 1891 în literatură
- 1890 în literatură — 1891 în literatură — 1892 în literatură

Anul 1891 în literatură a implicat o serie de evenimente și cărți noi semnificative.  

## Evenimente
- Apare, în foileton, în  ziarul Novoe Vremea, nuvela Un duel de Anton Cehov.

## Cărți noi
- Grant Allen - The Great Taboo
- J. M. Barrie - The Little Minister
- Mary Elizabeth Braddon - The World, the Flesh and the Devil
- Arthur Conan Doyle - The White Company
- George du Maurier - Peter Ibbetson
- George Gissing - New Grub Street
- Thomas Hardy - Tess of the d'Urbervilles
- Joris-Karl Huysmans - La Bas
- Jerome K. Jerome - Diary of a Pilgrimage
- Herman Melville - Timoleon
- Georges Ohnet - Dernier Amour
- Howard Pyle - Men of Iron
- Jules Verne - Doamna Branican
- Margaret L. Woods - Esther Vanhomrigh
- Charlotte Mary Yonge - Two Penniless Princesses
  - Unknown to History
- Émile Zola - L'Argent

## Nașteri
- 26 martie - Felix Aderca (Zelicu Froim Adercu), prozator, poet, estetician și eseist român, de origine evreiască (d. 1962)